# Полянка-Халлера
Поля́нка-Ха́ллера (пол. Polanka Hallera) — село в Польше в сельской гмине Скавина Краковского повета Малопольского воеводства.

## География
Село располагается в 6 км от административного центра гмины города Скавина и в 21 км от административного центра воеводства города Краков.

## История
Впервые село упоминается в 1352 году. C XVIII века до 1945 года село было родовым имением рода Халлеров. Последним владельцем Полянки-Халлера был польский генерал Станислав Халлер. С 1959 года село было передано во владение Ягеллонскому университету.
В 1975—1998 годах село входило в состав Краковского воеводства.

## Население
По состоянию на 2013 год в селе проживало 474 человека.
| 2008 | 2013 |
| ---- | ---- |
| 464  | 474  |

| Перепись  | Всего   | Всего | Женщины | Женщины | Мужчины | Мужчины |
| --------- | ------- | ----- | ------- | ------- | ------- | ------- |
| Единицы   | человек | %     | человек | %       | человек | %       |
| Население | 474     | 100   | 229     | 48,31   | 245     | 51,69   |

## Достопримечательности

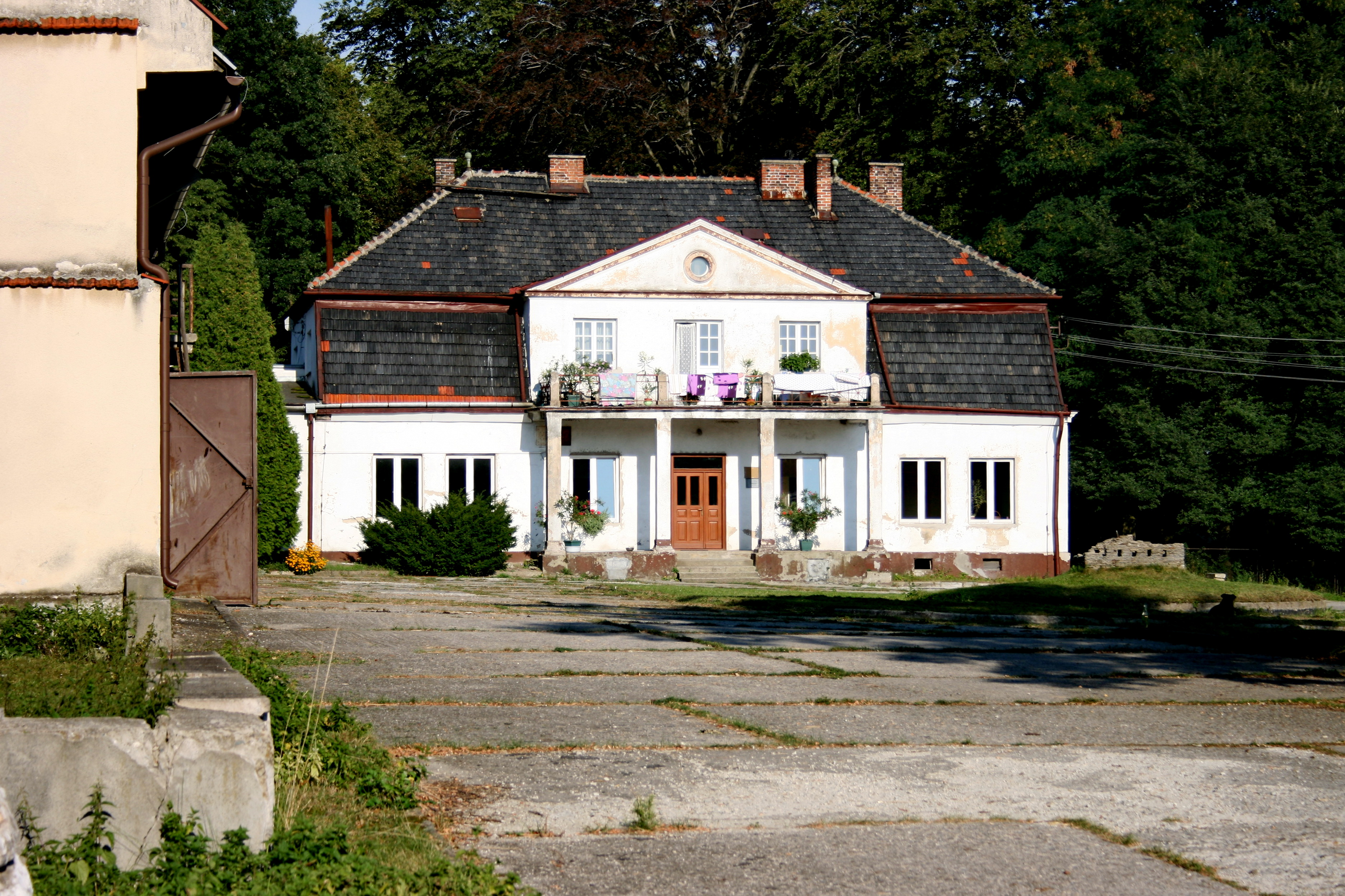
Усадьба

На северной стороне села находится усадьба, состоящая из усадебного здания, хозяйственных построек и парка. В настоящее время усадьба принадлежит Ягеллонскому университету, который владеет большей частью сельской территории и так называемым Университетским лесом площадью около 20 гектаров, находящегося в административных границах села.